# Bicyclus rhanidostroma
Bicyclus rhanidostroma är en fjärilsart som beskrevs av Karsch. Bicyclus rhanidostroma ingår i släktet Bicyclus och familjen praktfjärilar. Inga underarter finns listade i Catalogue of Life.